# Палауански език
Палауският език е австронезийски език, говорен от около 15 000 души в Палау.